# Дозорець-імператор
Дозорець-імператор (Anax imperator Leach, 1815) — бабка з родини коромисел (Aeschnidae). Один з приблизно 10 видів голарктично-ефіопськоорієнтального роду; один з 2 видів роду у фауні України. Поширений в Африці, Європі, Західній, Центральній та Південній Азії. Раритетний вид, занесений до Червоної книги України та ряду інших природоохоронних документів. 

## Опис
Найбільша бабка у фауні України та одна з найбільших в Європі, довжина тіла 83—85 мм, крил 45—51 мм. Самці мають блакитне забарвлення черевця з чорною смугою на вентральному боці, груди зелені. Самиці мають зелене забарвлення черевця і грудей. 

## Поширення
Ареал виду охоплює Західну (на півночі — до Швеції) і Східну (на півночі — до країн Балтії) Європу, Північну і Центральну Африку, Західну Азію та Північну Індію, Кавказ, Закавказзя і Центральну Азію. 
В України поширений на всій території.

## Місця проживання

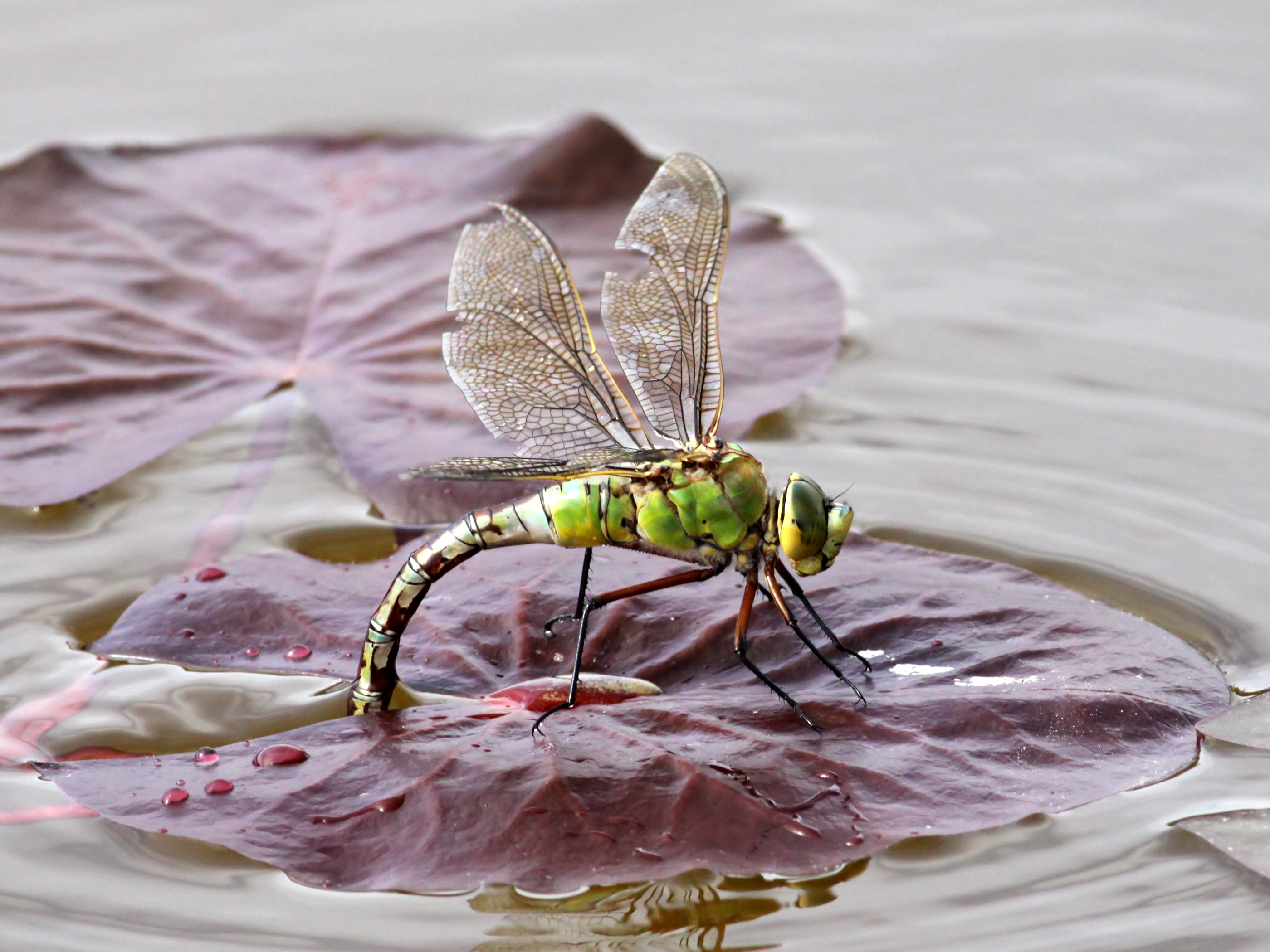

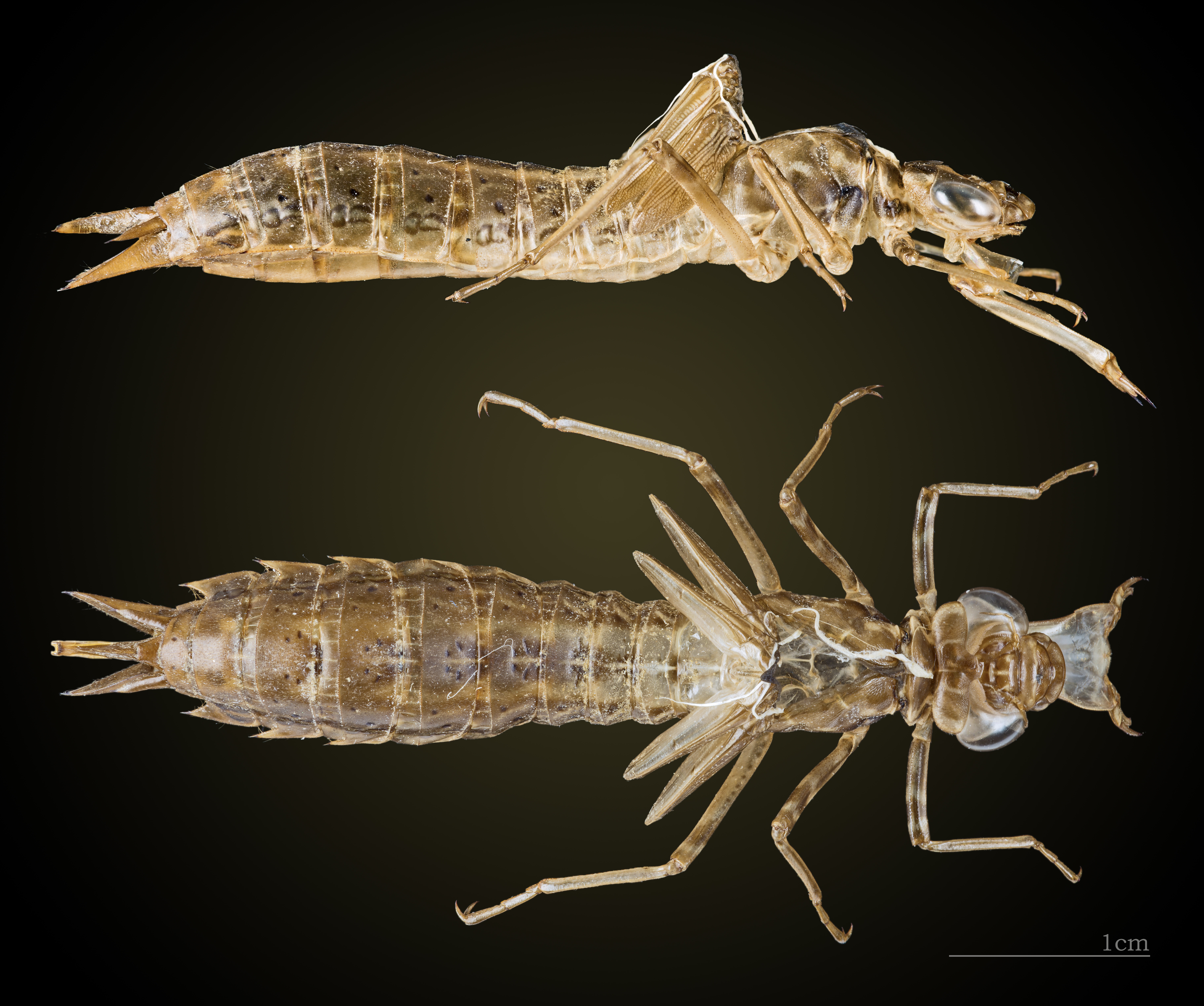
Екзувій

Населяє узлісся та лісові галявини, прибережні смуги річок, озер і ставків. Самці мають певну територію, яку охороняють від інших самців. Імаго тримаються поблизу доволі великих водойм та по берегах річок з нешвидкою течією.

## Чисельність та причини її зміни
Чисельність незначна (поодинокі особини). За сприятливих умов концентрація личинок на дні водойм може становити 1—2 особини на 1 м².
Основною причиною скорочення чисельності є несприятливий вплив на личинок хімічного та органічного забруднення водойм.

## Особливості біології
Імовірно, має дворічну генерацію. Літ імаго з червня по вересень. Хижаки, живляться дрібними летючими комахами, зокрема кровососами. Яйця відкладають у тканини листків і стебел водяних рослин. Личинки — одні з найбільших серед личинок інших бабок (досягають 60 мм); протягом життя линяють майже 12 разів. Вони теж хижаки: підстерігаючи здобич (дрібні ракоподібні, п'явки, пуголовки, личинки водяних комах тощо), тривалий час можуть сидіти нерухомо на дні або серед водоростей.

## Охорона
На більшій частині ареалу стан природних популяцій виду залишається більш-менш стабільним. Саме тому він, згідно Червоного списку МСОП, отримав охоронний статус «відносно благополучний вид» . Але в окремих регіонах спостерігається тенденція до зниження чисельності популяції виду. Так, дозорець-імператор занесений до Червоної книги України (охоронна категорія: вразливий вид), а також до Червоної книги Чорного моря (брак даних про вид на рівні Чорного моря; вразливий вид в українському секторі моря). На регіональному рівні в Україні вид занесений до Червоних книг/списків Українських Карпат, АР Крим та Дніпропетровської області.
Спеціальні заходи охорони виду в Україні не здійснювалися. Рекомендується охороняти місця перебування виду (прибережну смугу та водойми) від забруднення. Розмноження в неволі не проводилось.